# Talang Besar
Talang Besar is een bestuurslaag in het regentschap Kaur van de provincie Bengkulu, Indonesië. Talang Besar telt 407 inwoners (volkstelling 2010).